# Лалково
Лалково е село в Югоизточна България. То се намира в община Елхово, област Ямбол.

## География
Лалково е на около 20 км югоизточно от Елхово. На 5 км източно от Лалково се намира с. Ситово, а около 7 км на запад е Раздел. Пътят на север води към Славейково. От общинския център (Елхово) до селото може да се достигне през Раздел или през Славейково, но и в двата случая първо трябва да се премине през Маломирово. Климатът е характерният за югоизточна България преходносредиземноморски тип.

## История
Първия заселник там се е казвал Дядо Лало, и така са кръстели селото Лалково.
През 1793 г. – Генерал-поручик Михаил Кутузов /по-късно генерал-фелдмаршал, герой от Отечествената война на Русия срещу Наполеон/, в качеството си на извънреден руски военен аташе, заедно с руския посланик в Османската империя Виктор Кочубей на път от Русе за Истанбул минава през селата Попово и Лалково и пренощува вечерта срещу 18 септември в Голям Дервент. В дневника си оставя сведения, че с. Лалково наброява 100 къщи, а Голям Дервент 200 къщи.
През 1814 г. за селото свидетелства посетилия го офицер от военноинженерните войски на Френската империя капитан-инженер Франсоа-Даниел Томасен Той съобщава името му като Кючук-Дервенд, което отстои на три часа път от Бююк-Дервенд. Според френският източник в началото на XIX век тази област е набраздена от урви, слабо обработена и покрита в голямата си част с храсти и сечища, но пътят е проходим за впрягове.

## Културни и природни забележителности
- Черните скали; река Дервентска

## Други
Кладенецът на Уста Митър
По предание на стари хора този кладенец е изграден преди 200 години. Тогава Лалково наброявало 40 къщи. Селяните с дървени рала обработвали малки парчета земя край реката, пресичаща селото. Вечер жените нарамвали кобилиците с лъскави бакъри, мъжете слагали шарените бъкели в дисагите и тръгвали за вода по малките кладенчета край реката.
С мъка се добирали те до прясна сладка вода. На селския мегдан била железарницата на Тодор Димитров или както всички му викали Уста Митър. Този майстор имал златни ръце. Майсторлъкът му се прочул надалече, а славата му не е заглъхнала и до днес. Виждал майсторът как се мъчат съселяните му за вода и мислел какво да направи. Един хубав пролетен ден той заклал курбан на мегдана.
Хапнали, пийнали и най-сетне майсторът предложил на това място да изкопаят кладенец – задружно. Почнали работа ден и нощ. И най-после за радост на мало и голямо бликнала вода – студена и бистра. Застроили кладенеца с хубави бели камъни. Уста Митър изковал най-якия синджир за кофата. Оттогава младо и старо се събирало вечер на кладенеца на сладка приказка и сладка вода. Железарят се грижил за него до края на живота си.
Умрял със заръка на сина си да продължи да наглежда кладенеца. Преданието говори, че когато турците се изселвали през 1877 г., задигнали синджира на кладенеца. Това озлобило лалковци. Те решили на всяка цена да го издирят. По това време лалковските кюмюрджии продавали стоката си чак в Одрин. Веднъж те забелязали на един бейски кладенец същия синджир.
В тъмна нощ кюмюрджията Адам Димитров заедно с другарите си взел синджира и го отнесъл в родното си село. Край кладенеца и днес растат вековни дървета. Лалковци си имат и чешма, но кладенецът на Уста Митър ги връща в света на легендите и преданията.